# Lusa (pistola-metralhadora)
A Lusa é uma pistola-metralhadora compacta, de calibre 9 x 19 mm, desenvolvida pelas Indústrias Nacionais de Defesa de Portugal (INDEP) em 1983. Os seus melhoramentos e modificações culminaram em 1992 ao atingir-se os 2,5 milhões de dólares em custos de desenvolvimento. A arma foi desenvolvida especialmente para membros de forças de segurança pessoal e de forças especiais. Devido aos custos de produção nunca chegou à fase de produção em massa nas INDEP.
Nas Forças Armadas Portuguesas a Lusa destinar-se-ia a substituir a pistola-metralhadora FBP. No entanto, estas forças acabaram por adoptar outros modelos de pistola-metralhadora.
Em 2004, a INDEP vendeu uma licença, tal como todas as ferramentas e máquinas para o fabrico da Lusa A2, a um grupo de empresários da indústria de armas. Stan Andrewski, Jerry Prasser e Ralph Dimicco, que fundaram uma empresa com o nome LUSA USA. Não sendo conhecidos clientes militares, a arma é vendida para o mercado civil e policial nos Estados Unidos.
A arma é considerada pelas publicações especializadas como extremamente fiável, precisa (para uma submetralhadora) e representa uma das melhores senão a melhor relação qualidade/preço para este tipo de arma no mercado norte-americano. 

## Variantes
Lusa A1: versão original desenvolvida em 1983, com um cano envolvido por uma manga de refrigeração;
Lusa A2: aperfeiçoamento da A1, com uma caixa de culatra mais resistente e opção por um cano destacável incorporando um silenciador.
Lusa A2S: aperfeiçoamento da A2, com uma caixa de culatra mais resistente (reforçada por padrão de estampagem) e opção por um cano destacável, contém uma bateria de gatilho, que permite apenas ciclo de tiro semiautomático, esta versão, era destinada ao mercado civil.